# Max Herrmann-Neiße

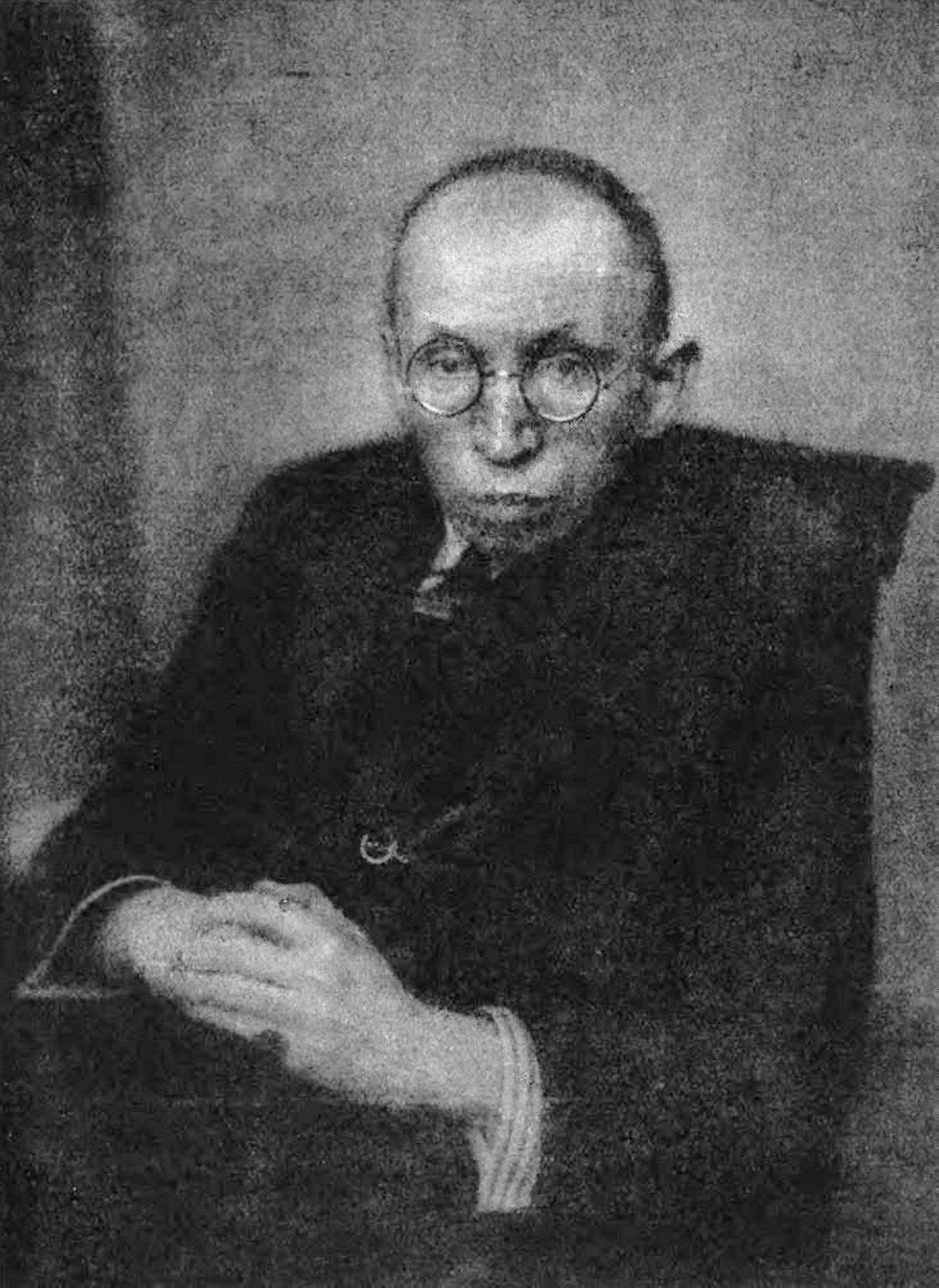
Max Herrmann-Neiße

Max Herrmann-Neiße, auch Herrmann-Neisse, (* 23. Mai 1886 in Neiße, Schlesien; † 8. April 1941 in London) war ein deutscher Schriftsteller.

## Biografie

### Frühzeit und schriftstellerische Anfänge
Max Herrmann-Neiße (eigentlich Max Herrmann), ein Sohn des Kaufmanns und Gastwirts Robert Herrmann (1854–1916) und der Anna geb. Sambale, zeichnete sich schon als Gymnasiast durch außerordentlichen literarischen Einfallsreichtum aus. Er verfasste Gedichte und Theaterstücke; auch schloss er eine enge Freundschaft zu dem ebenfalls aus Neisse stammenden Franz Jung. Die Jahre der Kindheit und Jugend – wie auch das spätere Leben – waren überschattet durch den Umstand, dass Herrmann-Neiße an Hyposomie litt, also kleinwüchsig war.
Von 1905 bis 1909 studierte er in München und Breslau Literatur- und Kunstgeschichte. In München kam er mit der dortigen Bohème in Kontakt und besuchte häufig Varietés und Kabaretts. 1909 verließ er die Universität ohne Abschluss und ging zurück nach Neiße, um als freier Schriftsteller zu leben. Nach ersten, wenig beachteten Veröffentlichungen erschienen ab 1911 in der von Franz Pfemfert herausgegebenen Zeitschrift Die Aktion Gedichte Herrmann-Neißes und bald darauf auch im von Alfred Kerr herausgegebenen Pan. Beide Zeitschriften gehörten zu den führenden Organen der modernen Literatur und machten den jungen Autor rasch bekannt.
Für seinen 1914 im S. Fischer Verlag erschienenen ersten größeren Gedichtband Sie und die Stadt erhielt er 1924 den Eichendorff-Preis. Der Erste Weltkrieg ruinierte seine Eltern. Sein Vater verstarb 1916, und seine Mutter ertränkte sich 1917 in der Glatzer Neiße. Im März 1917 zog Herrmann-Neiße nach Charlottenburg (damals bei Berlin). Dort heiratete er Leni Gebek (* 18. August 1894 in Fürstenwerder, Kreis Prenzlau,† 1960); Franz Pfemfert war Trauzeuge. In Berlin stand er in Kontakt mit sozialistischen und anarchistischen Kreisen. In dieser Zeit fügte er seinem Namen den seiner Heimatstadt an.

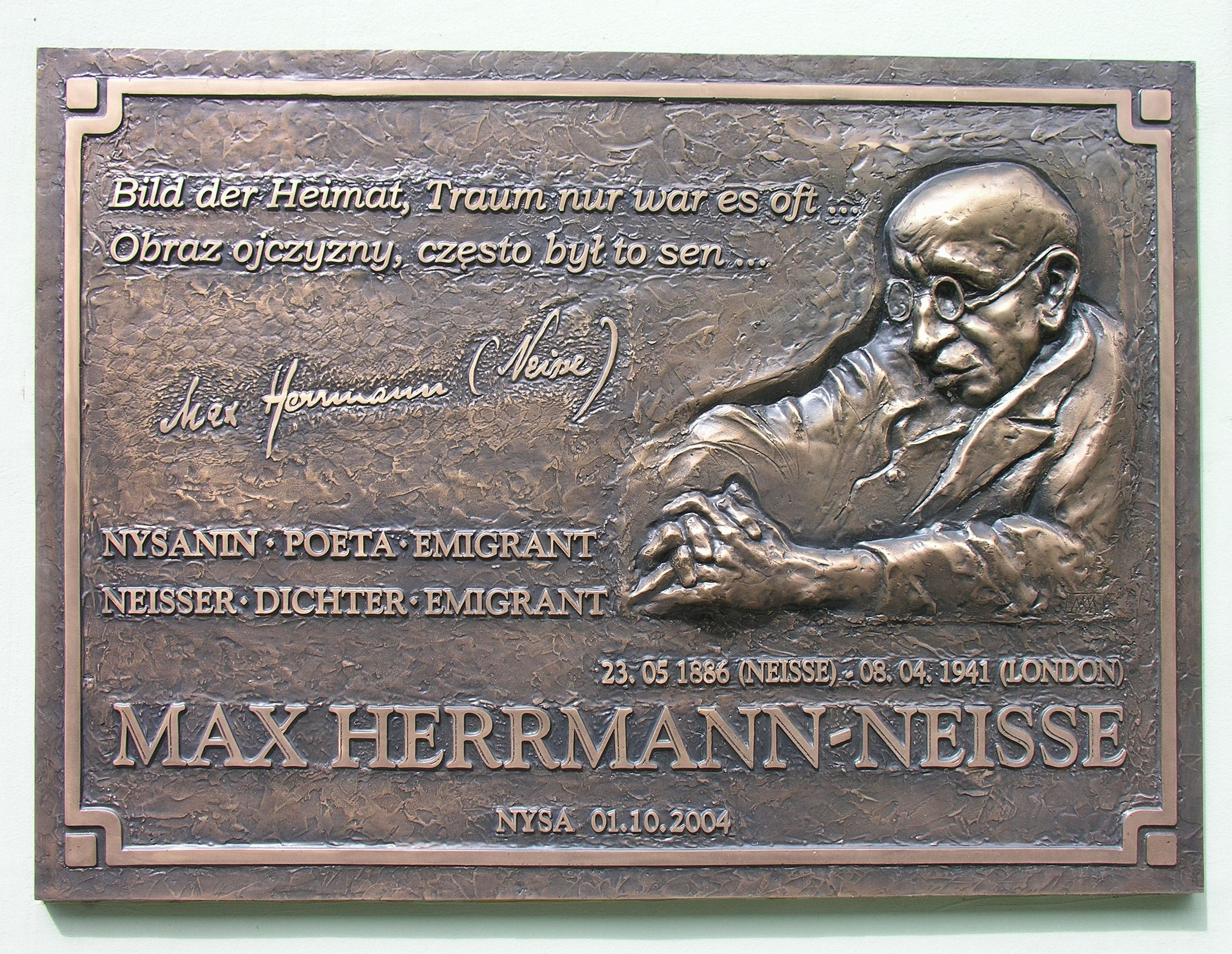
Gedenktafel in Neiße

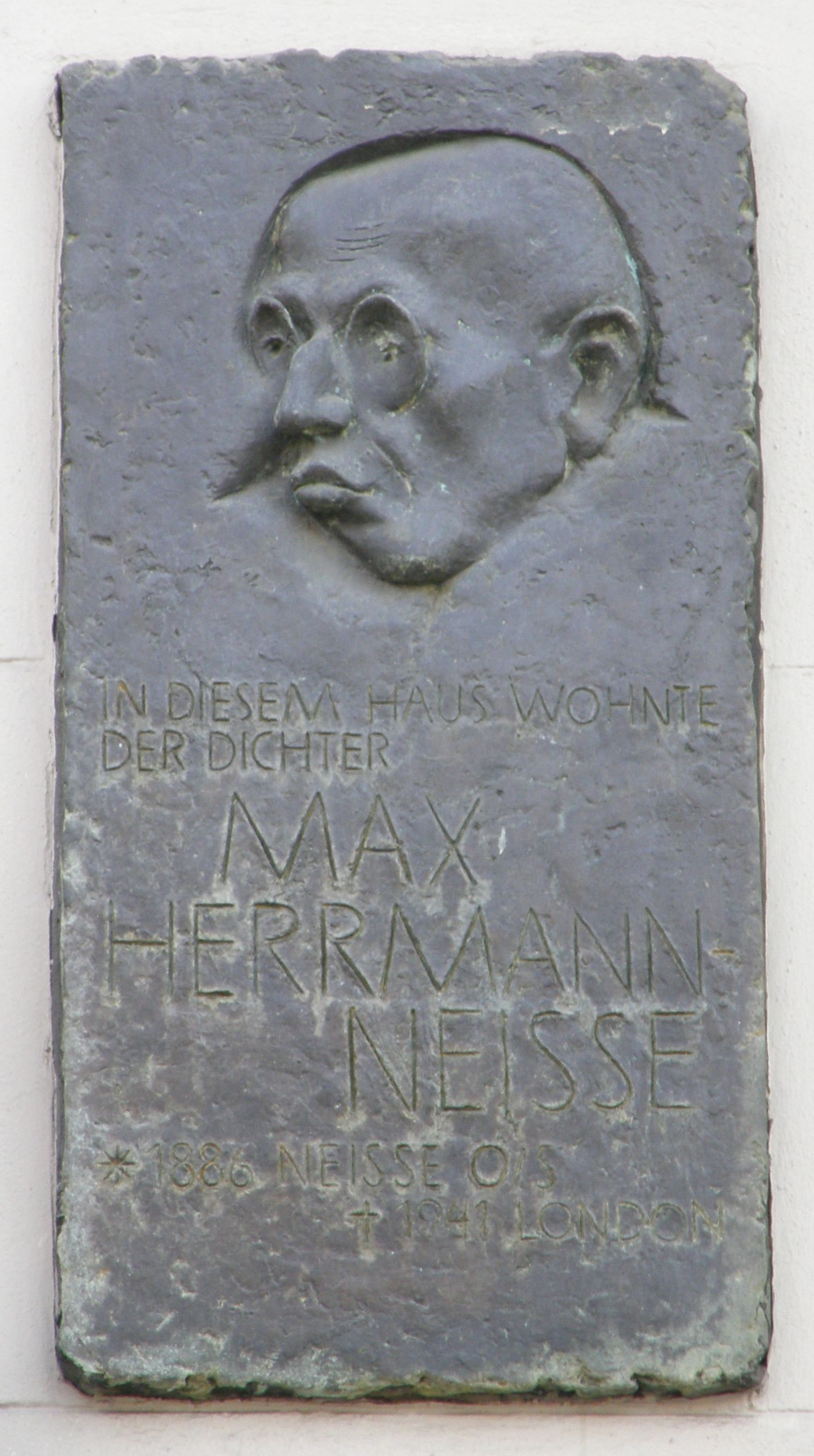
Gedenktafel am Berliner Kurfürstendamm

### Jahre des Erfolgs (1919 bis 1933)
Allein 1919 erschienen vier Bücher Herrmann-Neißes (drei Gedichtbände und ein Theaterstück), die von der Kritik und von Autoren wie Else Lasker-Schüler oder Oskar Loerke begeistert aufgenommen wurden. Allerdings genügte dies nicht für den Lebensunterhalt, den er durch journalistische Arbeiten und eine Tätigkeit als Korrektor bei S. Fischer sichern musste. Ebenfalls 1919 wurde seine Komödie Albine und Aujust in Berlin uraufgeführt.
In den 1920er Jahren begann Herrmann-Neiße neben Gedichten verstärkt Erzählungen und andere Prosa zu schreiben. 1920 erschien der autobiografische Roman Cajetan Schaltermann. Die meisten Texte dieser Zeit sind noch stark vom Expressionismus geprägt. Mit dem Erzählband Die Begegnung (1925) zeichnete sich eine Wende hin zur Neuen Sachlichkeit ab. In dieser Zeit begann er regelmäßig in Kabaretts aufzutreten, wo er meist eigene Texte vortrug; hieraus ergaben sich Kontakte u. a. zu Claire Waldoff und Alfred Polgar. 1927 erhielt Herrmann-Neiße den Gerhart-Hauptmann-Preis.
In den späten 1920er Jahren war Herrmann-Neiße einer der bekanntesten Berliner Literaten, wozu neben seinen Texten auch die auffällige Gestalt und Erscheinung beitrugen. Zahlreiche Künstler, darunter Ludwig Meidner, George Grosz und Otto Dix, porträtierten ihn zu dieser Zeit.

### Im Exil
Kurz nach dem Reichstagsbrand 1933 verließ Herrmann-Neiße gemeinsam mit seiner Frau Deutschland und ging zunächst in die Schweiz, dann über die Niederlande und Frankreich nach London, wo er sich im September 1933 niederließ. Die Kosten für Unterkunft und Ernährung trug ein Gönner – es handelt sich um den vermögenden Juwelier Alphonse Sondheimer. Er ermöglichte 1936 auch die Publikation des Bandes Um uns die Fremde, die bei Oprecht in Zürich erschien.
Herrmann-Neiße gründete Ende 1933 gemeinsam mit Lion Feuchtwanger, Rudolf Olden und Ernst Toller den Exil-PEN, doch blieb er in England ansonsten weitgehend isoliert. 1938 beantragte er, nachdem er aus Deutschland ausgebürgert worden war, ohne Erfolg die englische Staatsbürgerschaft.
Auch im Exil schrieb er viel, darunter Gedichte, die zu seinen besten gerechnet werden, aber es gab nur noch wenige Möglichkeiten zur Veröffentlichung. 1940 entstand das Gedicht Litanei der Bitternis:
„Bitter ist es, das Brot der Fremde zu essen,
bittrer noch das Gnadenbrot,
und dem Nächsten eine Last zu sein.
Meine bessren Jahre kann ich nicht vergessen;
doch nun sind sie tot,
und getrunken ist der letzte Wein.“
Herrmann-Neiße spielt in diesem Gedicht auf das Dreiecksverhältnis an, in dem er als schwächster Teil lebte, nachdem seine Frau eine Liebesbeziehung mit Alphonse Sondheimer begonnen hatte, den sie nach dem Tod des Dichters auch heiratete. Im April 1941 starb er in London an den Folgen eines Herzinfarkts und wurde auf dem East Finchley Cemetery in London beigesetzt. Der Band Letzte Gedichte wurde posthum von seiner Frau Leni veröffentlicht, die 1960 kurz nach dem Tod ihres zweiten Mannes den Freitod wählte. Wie viele Schriftsteller der Zeit geriet Max Herrmann-Neiße schnell in Vergessenheit. Seine Werke wurden erst ab den späten 1970er Jahren allmählich wiederentdeckt und neu herausgegeben (und danach wieder vergessen).

## Werke

### Einzelwerke
- Ein kleines Leben. Gedichte und Skizzen. 1906
- Das Buch Franziskus. 1911
- Porträte des Provinztheaters. Sonette. 1913
- Sie und die Stadt. 1914
- Empörung, Andacht, Ewigkeit. Gedichte. 1918
- Die Bernert-Paula. Ein Roman 1918
- Verbannung. Ein Buch Gedichte. 1919
- Die Preisgabe. Gedichte. 1919
- Joseph der Sieger. Drei Bilder. 1919 (später unter dem Titel Albine und Aujust)
- Die Laube der Seligen. Eine komische Tragödie. 1919
- Cajetan Schaltermann. Roman. 1920
- Hilflose Augen. Prosadichtungen. 1920
- Der Flüchtling. Roman. 1920
- Der letzte Mensch. Eine Komödie vor Weltuntergang. 1922
- Die bürgerliche Literaturgeschichte und das Proletariat. 1922
- Im Stern des Schmerzes. Ein Gedichtbuch. 1924
- Die Begegnung. Vier Erzählungen. 1925 (Digitalisat)
- Der Todeskandidat. Erzählung. 1927
- Einsame Stimme. Ein Buch Gedichte. 1927
- Abschied. Gedichte. 1928
- Musik der Nacht. Gedichte. 1932
- Ein deutscher Dichter bin ich einst gewesen. Gedichte. 1934
- Um uns die Fremde. Gedichte. 1936
- Letzte Gedichte. Aus dem Nachlass hrsg. von Leni Herrmann, London 1941
- Mir bleibt mein Lied. Auswahl aus unveröffentlichten Gedichten Aus dem Nachlass hrsg. von Leni Herrmann, London 1942
- Erinnerung und Exil. Gedichte. 1946
- Heimatfern. Gedichte. 1946
- Der kleinen Stadt Refrain. Prosa, Briefe und Gedichte. Hrsg. Helga Bemmann. Buchverlag Der Morgen Berlin 1984

### Gesamtausgabe
- Gesammelte Werke in zehn Bänden. Herausgegeben von Klaus Völker, Zweitausendeins, Frankfurt am Main 1986–1988 (zweite Auflage: 1990)
  - Prosa 1 – Cajetan Schaltermann. Die Bernert-Paula
  - Prosa 2 – Der Todeskandidat
  - Prosa 3 – Unglückliche Liebe
  - Gedichte 1 – Im Stern des Schmerzes
  - Gedichte 2 – Um uns die Fremde
  - Gedichte 3 – Schattenhafte Lockung
  - Gedichte 4 – Mir bleibt mein Lied
  - Die neue Entscheidung – Aufsätze und Kritiken
  - Kabarett – Schriften zum Kabarett und zur bildenden Kunst
  - Panoptikum – Stücke und Schriften zum Theater
- Briefe. Herausgegeben von Klaus Völker und Michael Prinz, Verbrecher Verlag, Berlin 2012
  - Briefe 1, 1906–1928
  - Briefe 2, 1929–1940

### Sonstiges
- Friedrich Grieger: Verschollene und Vergessene. Max Herrmann-Neisse. Eine Einführung in sein Werk und eine Auswahl. Franz Steiner Verlag Wiesbaden 1951
- Mit Leni Herrmann: Liebesgemeinschaft in der Fremde. Gedichte und Aufzeichnungen. Hrsg. von Christoph Haacker. Arco Verlag Wuppertal 2012
- Daß wir alle Not der Zeit vergaßen. Reisealbum Herbst 1937. Hrsg. von Klaus Völker. Verlag Ulrich Keicher, Warmbronn 2012.
- Kritiken und Essays (1909–1939). Kritische Edition. Hrsg. von Sibylle Schönborn. Aisthesis Verlag, Bielefeld.[5]
  - Band 1: 1909–1920. Hrsg. von Beate Giblak unter Mitarbeit von Fabian Wilhelmi und Simone Zupfer. 2021, ISBN 978-3-8498-1750-3.
  - Band 2: 1920–1924. Hrsg. von Simone Zupfer unter Mitarbeit von Beate Giblak, Madlen Kazmierczak und Fabian Wilhelmi. 2022, ISBN 978-3-8498-1764-0.
  - Band 3: 1925–1939. Hrsg. von Fabian Wilhelmi unter Mitarbeit von Hendrik Cramer, Beate Giblak, Verena Rheinberg und Simone Zupfer. 2022, ISBN 978-3-8498-1813-5.

## Briefe
- George Grosz / Max Herrmann-Neisse: „Ist schon doll das Leben“. Der Briefwechsel. Hrsg. von Klaus Völker, Berlin 2003.

## Hörbuch
- Max Hermann-Neiße – Ein deutscher Dichter bin ich einst gewesen. Kaleidophon-Verlag, Berlin 2012, 79 min.